# Hirschkäfervorkommen bei Kleinseebach
Hirschkäfervorkommen bei Kleinseebach este o arie protejată (arie specială de conservare — SAC, sit de importanță comunitară — SCI) din Germania întinsă pe o suprafață de 0,92 ha, integral pe uscat.

## Localizare
Centrul sitului Hirschkäfervorkommen bei Kleinseebach este situat la coordonatele 49°39′02″N 11°00′07″E / 49.6506°N 11.0019°E.

## Înființare
Situl Hirschkäfervorkommen bei Kleinseebach a fost declarat sit de importanță comunitară în noiembrie 2004 pentru a proteja 1 specie de animale. Situl a fost protejat și ca arie specială de conservare în aprilie 2016.

## Biodiversitate
Situată în ecoregiunea continentală, aria protejată nu include niciun habitat protejat.
La baza desemnării sitului se află o specie protejată de  nevertebrate: rădașcă (Lucanus cervus).